# 6138 Miguelhernandez
6138 Miguelhernandez este o planetă minoră (asteroid), cu un diametru de 4,824 km, din centura de asteroizi. A fost descoperită pe 14 mai 1991 la Kiyosato⁠(d) de Satoru Ōtomo și a fost numită după Miguel Hernández. 
Obiectul prezintă o orbită caracterizată de o semiaxă mare de 2,3445994 UAi, o excentricitate de 0,19, o înclinație de 2,66779 ° în raport cu ecliptica.